# Corina Belcea
Corina Belcea-Fisher, née Belcea en 1975, est une violoniste roumaine résidant à Bâle, en Suisse.
Elle est premier violon du Quatuor Belcea, fondé en 1994, dont les autres instrumentistes sont Axel Schacher (second violon), Krzysztof Chorzelski (alto) et Antoine Lederlin (violoncelle) qui se sont tous rencontrés pendant leurs études aux Royal College of Music à Londres. Récemment, elle a été jury du Concours musical international Reine Élisabeth de Belgique dans son édition de 2019.
Belcea joue un violon fabriqué par Pietro Giovanni Guarneri (xviie siècle) et possède un violon contemporain fabriqué par Felix Daniel Rotaru en 2016.